# Elliott Dexter

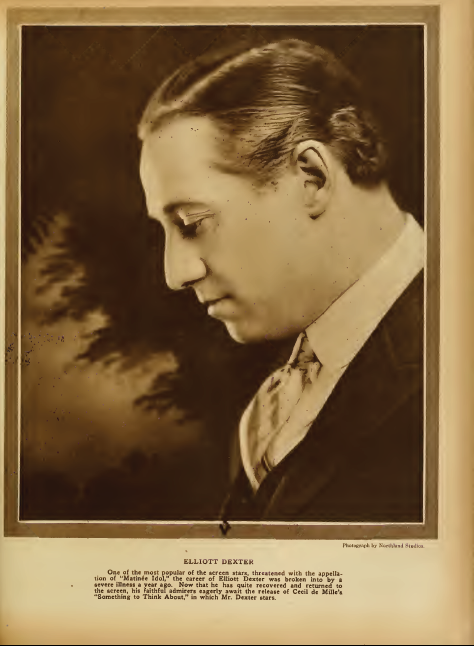
Elliott Dexter, 1920

Elliott Dexter (* 29. März 1870 in Galveston, Texas; † 21. Juni 1941 in Amityville, New York) war ein US-amerikanischer Film- und Theaterschauspieler.

## Leben und Karriere
Dexter begann mit der Schauspielerei beim Varieté. 1915, im Alter von 45 Jahren, wechselte er zum Film. Im Laufe der folgenden zehn Jahre drehte Dexter rund 60 Stummfilme, von denen wohl die unter Regie von Cecil B. DeMille gedrehten Produktionen die heute noch bekanntesten sind. Der elegant erscheinende Darsteller spielte meist kultivierte Charaktere, wobei er zwischen Aufgaben als Leading Men und profilierten Nebenrollen pendelte. 1925 beendete er seine Hollywood-Karriere.
Dexter heiratete die Filmschauspielerin Marie Doro 1915 und sie ließen sich 1922 kinderlos scheiden. Für sein Wirken im Kinogeschäft wurde er 1960 mit einem Stern auf dem Hollywood Walk of Fame geehrt.

## Filmographie (Auswahl)
- 1915: Helene of the North
- 1915: The Masqueraders
- 1916: Diplomacy
- 1916: Daphne and the Pirate
- 1916: The Heart of Nora Flynn
- 1916: The American Beauty
- 1916: An International Marriage
- 1916: Public Opinion
- 1916: The Victory of Conscience
- 1916: The Lash
- 1916: The Plow Girl
- 1917: Lost and Won
- 1917: Castles for Two
- 1917: The Tides of Barnegat
- 1917: Stranded in Arcady
- 1917: A Romance of the Redwoods
- 1917: Vengeance Is Mine
- 1917: The Inner Shrine
- 1917: Sylvia of the Secret Service
- 1917: The Rise of Jennie Cushing
- 1917: The Eternal Temptress
- 1918: Woman and Wife
- 1918: The Whispering Chorus
- 1918: Old Wives for New
- 1918: We Can’t Have Everything
- 1918: The Girl Who Came Back
- 1918: Women’s Weapons
- 1918: The Squaw Man
- 1919: Don’t Change Your Husband
- 1919: Maggie Pepper
- 1919: For Better, for Worse
- 1919: A Daughter of the Wolf
- 1920: Behold My Wife!
- 1920: Something to Think About
- 1921: The Witching Hour
- 1921: Anatol, der Frauenretter (The Affairs of Anatol)
- 1921: Forever
- 1921: Don’t Tell Everything
- 1922: Grand Larceny
- 1922: Enter Madame
- 1923: An Old Sweetheart of Mine
- 1923: Adams Rippe (Adam’s Rib)
- 1923: Mary of the Movies – cameo
- 1923: Only 38
- 1923: The Common Law
- 1923: Flammende Jugend (Flaming Youth)
- 1923: Broadway Gold
- 1923: Der Markt der Seelen (Souls for Sale) (Cameo)
- 1924: The Spitfire
- 1924: Hello, ’Frisco
- 1924: The Fast Set
- 1924: The Age of Innocence
- 1924: The Triflers
- 1925: Capital Punishment